# ウッドソレア属
ウッドソレア属（Woodsholea）は、真正細菌のプロテオバクテリア門アルファプロテオバクテリア綱カウロバクター目マリカウリス科に属する属の一つである。
2022年現在、ウッドソレア・マリティマ（Woodsholea maritima）のみが唯一所属している。

## 概要
Woodsholeaは、米国マサチューセッツ州のウッズホール海洋研究所(Woods Hole Oceanographic Institution)に因んで新たに造られた新ラテン語の女性名詞である。
海水から単離されるグラム陰性桿菌。株ごとに、或いは環境条件に応じて長さが異なる「茎」を持つことが特徴で、この茎は細胞の長軸方向の一方の極から伸びている。カウロバクター属細菌と同様に、この茎の端には接着物質が存在する。二分裂により細胞増殖し、単独で発生する。コロニーは無色の円形凸状である。有機栄養性であり、また、ポリ-β-ヒドロキシ酪酸として炭素を貯蔵することができる。必要な成長因子は多く複雑であり、ビタミンB群とアミノ酸の混合物では生育に不十分であり、塩化ナトリウム40g/Lを添加したペプトン/酵母エキス培地で培養できる。1%(w/v)以上の有機物を含む培地では、増殖が阻害されたり、細胞が変形したりする。生育温度範囲は20～40℃であり、生育に最適なpHはほぼ中性である。GC含量は65mol%である。
硝酸塩を還元したり、トリプトファンを酸化してインドールを産生したり、並びに、アルギニン、尿素、エスクリン、ゼラチン、及びp-ニトロフェニル-3-D-ガラクトピラノシドを加水分解したりできない。
グルコース、アラビノース、マンノース、マンニトール、N-アセチルグルコサミン、マルトース、グルコン酸、カプリン酸、アジピン酸、リンゴ酸、クエン酸、フェニル酢酸を炭素源として利用しない。
アルカリホスファターゼ、ナフトール-AS-BIホスホヒドロラーゼ、ロイシンアリルアミダーゼ、酸性ホスファターゼ、エステラーゼ(C4)、リパーゼ(C8)、オキシダーゼ、及びトリプシン活性を示し、一方、カタラーゼ、α-及びβ-ガラクトシダーゼ、α-グルクロニダーゼ、α-及びβ-グルコシダーゼ、α-マンノシダーゼ及びα-フコシダーゼ活性は示さない。
脂肪酸プロファイルでは、主要な脂肪酸は18:0と18:1ω7cであることと、12:0 3-OH、16:0及び17:0を少量含むことが特徴である。極性脂質として、α-D-グルコピラノシルジアシルグリセロール、α-D-グルコピラノシルジアシルグリセロール、スルホキノボシルジアシルグリセロール、α-d-グルクロノピラノシルジアシルグリセロールタウリンアミドが検出される。

## ウッドソレア・マリティマ（Woodsholea maritima）
ウッドソレア属のタイプ種であり、2022年現在、ウッドソレア属に分類されている唯一の種である。maritimaは、ラテン語で「海」を意味する女性名詞形容詞である。この細菌がマサチューセッツ州ウッズホールの海水から単離されたことに由来する。
基準株はCM243T(VKM B-1512T、LMG 21817T)である。この株の16S rRNA遺伝子配列のGenBank/EMBL/DDBJアクセッション番号はAJ578476である。
「概要」で説明した特性に加えて、下記の特性を含む。細胞は1.5～5.4×0.7μm で、茎は2.5～12×0.14μmである。塩化ナトリウム濃度5～100g/Lで最適に生育し、非存在下では死滅する。最適生育温度範囲は20～40℃であり、10℃でも多少の生育は観察される。生育pH範囲は6.0～8.0である。主な極性脂質は、1-ノナデカノイル-2-オクタデセノイル-3-O-α-D-グルコピラノシルグリセロール、1-オクタデセノイル-2-オクタデカノイル-3-O-α-D-グルコピラヌロノシルグリセロール及び1,2-ジ-オクタデセノイル-3-O-スルホキノボシルグリセロールである。α-キモトリプシン及びN-アセチル-β-グルコサミニダーゼ活性が全く無いか微弱である。タイプ株を含むいくつかの分離株は、非常に弱いリパーゼ活性を示す。GC含量は65.2mol%である。